# Gömöry Pál (megyefőnök)
Gömöry Pál (Csetnek, Gömör vármegye, 1815. január 1. – Nagykálló, 1884. június 23.) Szabolcs vármegye megyefőnöke, helytartósági tanácsos, a 3-ad osztályú vaskorona rend lovagja, földbirtokos.

## Családja és származása
A Gömör vármegyei luteránus nemesi származású Gömöry család sarja. Apja, nemes Gömöry János (1768–1827), táblabíró, földbirtokos, anyja, márkus- és batizfalvi Máriássy Borbála (1785–1834) asszony volt. Apai nagyszülei nemes Gömöry Pál, földbirtokos, és Sturman Julianna voltak. Anyai nagyszülei márkus- és batizfalvi Máriássy Sándor és okolicsnói Okolicsányi Borbála voltak. Gömöry Pál édestestvérei, Gömöry János (1813–1907), táblabíró, Szász Coburg Gothai Fülöp herceg uradalmi kormányzója és titkos tanácsosa, a cs. és kir. III. osztályú vaskorona-rend tulajdonosa, Ferenc József rend lovagja, akinek az első neje, gróf De La Motte Klotild, a második neje kiscsoltói Ragályi Rozália (1838–1911), valamint Gömöry Viktor (1816–1886), udvari tanácsos volt; féltestvére, Gömöry András, helytartó tanács királyi tábla elnöke, akinek a neje, gróf De La Motte Mária (1809–1880) volt. Gömöry Pál egy ősrégi rozsnyói luteránus polgári származású családnak a tagja volt; dédapja, Gömöry János, és annak a fivére, Gömöry Dávid (1708–1795), jeles orvos, alkimista, 1741. október 28-án nemességet és családi címert szerzett Mária Terézia magyar királynőtől.

## Élete
Az 1848-as szabadságharc után 1852 és 1854 között Gömör vármegye megyefőnöke lett. Ez alatt az idő alatt Szabolcs vármegye megyefőnökévé is nevezték ki: a hivatalt 1853 és 1860 között látta el.
1884. június 23.-án Nagykállón hunyt el nyugalmazott megyefőnökként.

## Házassága és gyermekei
Feleségül vette primóczi Szentmiklóssy Amália Klementina Mária (*Deresk, 1825. június 2.–†Debrecen, 1907. december 29.) kisasszonyt, akinek a szülei primóczi Szentmiklóssy Ágoston, ügyvéd, táblabiró, a vaskói járásban főszolgabiró, földbirtokos, és Csernyus Zsuzsanna voltak. Házasságukból született:
- Gömöry Amália Paulina Oktavia (*Csetnek, 1847. augusztus 14.–†?).[12]
- Gömöry Paulina Viktoria Szidónia (*Licze, 1849. április 25.–†?).[13] Férje, dr. Szántay Károly (*1851.–†Budapest, 1893. február 14.), Debrecen szabad királyi város kerületi orvosa.[14]
- Gömöry János Pál (*Licze, 1851. április 30.–†?)[15]